# Geißstein
Geißstein är ett berg i Österrike.   Det ligger i distriktet Zell am See och förbundslandet Salzburg, i den centrala delen av landet, 300 km väster om huvudstaden Wien. Toppen på Geißstein är 2 363 meter över havet.
Terrängen runt Geißstein är bergig åt sydväst, men åt nordost är den kuperad. Närmaste större samhälle är Mittersill, 5,7 km söder om Geißstein. 
I omgivningarna runt Geißstein växer i huvudsak blandskog. Runt Geißstein är det ganska glesbefolkat, med 34 invånare per kvadratkilometer.